# 안형식 (1888년)
안형식(安瀅植, 일본식 이름: 安中瀅植안나카 에이쇼쿠, 1888년 3월 ~ ?)은 일제강점기의 경찰이다.

## 생애
한성부 출신으로 대한제국 말기인 1908년에 순사가 되면서 경찰계에 입문했다. 한성부 북부경찰서에서 근무하던 중, 1910년에 한일 병합 조약이 체결되면서 조선총독부로 소속을 옮겼다. 1912년에 일본 정부로부터 한국병합기념장을 수여받았다.
1914년에 경기도 고양경찰서, 1916년에는 경성부 창덕궁경찰서에 발령받아 근무했다. 1916년에 총독부 경부로 승진하였고, 이듬해부터 전라남도 곡성군의 곡성경찰서에서 근무했다.
이후 나주경찰서와 목포경찰서에서 근무하는 등 전남 지역에서 장기간 경부로 재직했다. 1931년에는 고등관 7등의 경시로 승진하여 전남경찰관교습소 소장에 임명되었다.
1935년에는 총독부가 시정 25주년을 기념해 표창한 표창자 명단에도 들어 있다. 1937년까지 전남경찰관교습소 소장으로 재직 중이었고, 정7위 훈6등에 서위되어 있었다.
2002년 발표된 친일파 708인 명단의 경시 부문에 수록되었고, 2008년 민족문제연구소가 발표한 친일인명사전 수록예정자 명단 중 경찰 부문에 포함되었다.

## 참고자료
- 안형식(安瀅植) - 국사편찬위원회